# 高一生

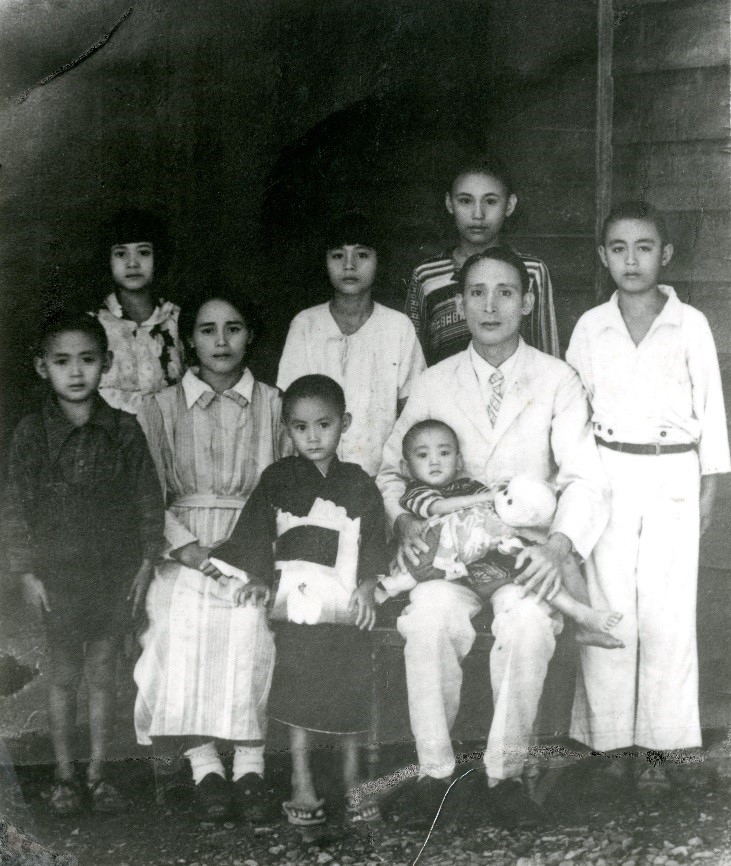
高一生與家人

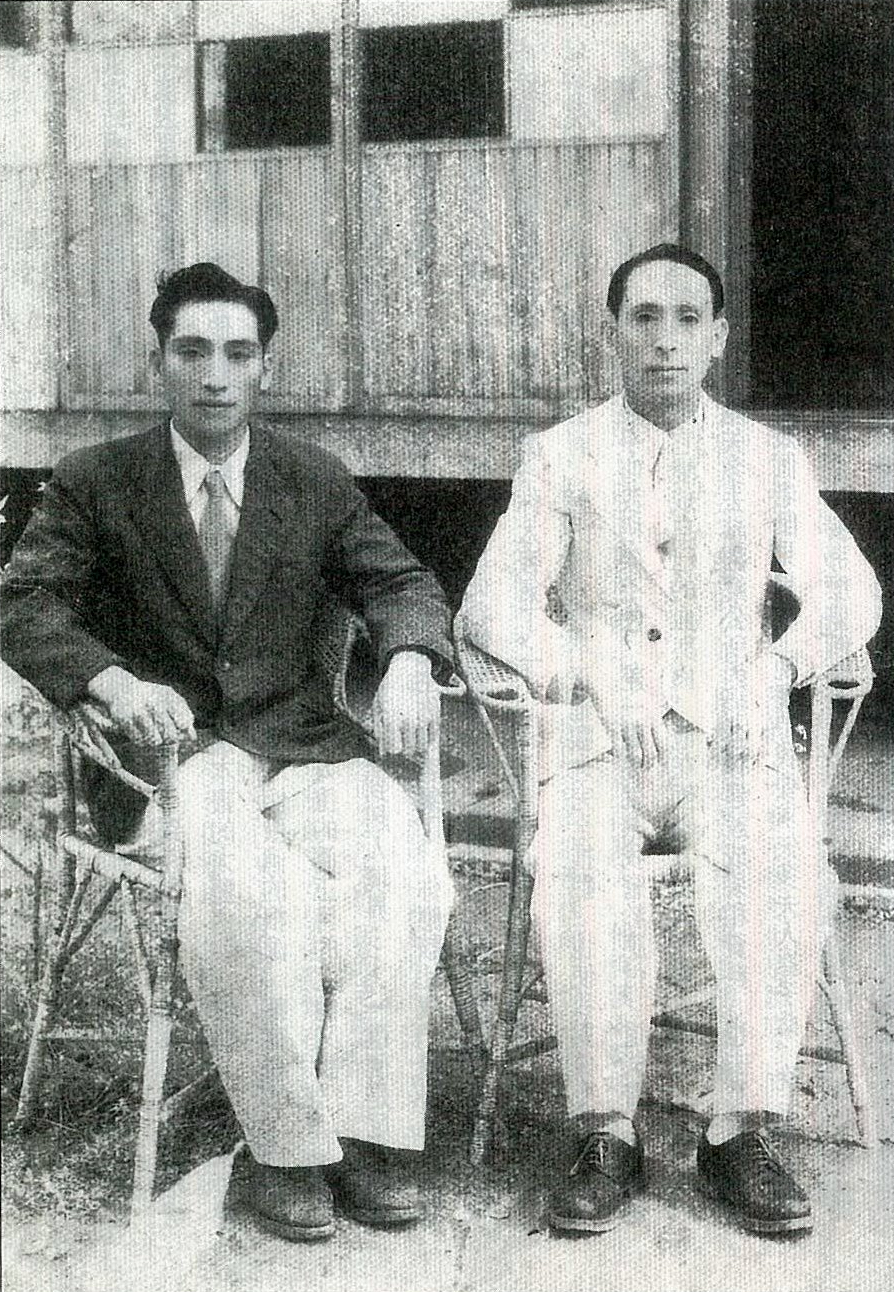
高一生（右）與雅巴斯勇·優路拿納均於1954年死於高山族匪諜案

吾雍·雅達烏猶卡那（1908年7月5日—1954年4月17日），和名一夫、矢多一生、矢田一生，漢名高一生，臺灣鄒族教育家、政治家、思想家、音樂家和詩人，出身阿里山地區基布烏社（約在今樂野村與達邦村交界，現已不存），曾任吳鳳鄉（今阿里山鄉）鄉長，致力於臺灣原住民族自治運動，並提出原住民自治區之構想，後於白色恐怖中受難。歌手高慧君與高蕾雅為其孫女，杜孝生為其同母異父的弟弟。

## 早年
父親阿巴里（1897年—1918年）志願到嘉義辦務署留學，嘉義辦務署規劃試驗教育，讓阿巴里學習日文及算術，六個月後測驗，成績不錯，進入嘉義公學校就讀，期間協助總督府民政部殖產課技手小笠原富次郎、臺南縣內務部殖產課技手小池三九郎、鐵道部經理課書記岩城幸三郎，進行阿里山森林調查。嘉義辦務署安排他一個人（原本好像還有其他人，但臨時沒去）到臺灣及日本內地觀光長達86天。後來，因為總督府有理蕃需要，將其退學，回到部落服務，擔任通譯，曾參加山黃麻湖（日语：サマオウ）戰役，討伐黃國鎮，協助土地調查。之後擔任巡查補，協助野呂寧技師進行新高山踏查。後於曾文溪邊炸魚不慎重傷過世。
吾雍入學前有一小名「一夫」，進入達邦蕃童教育所後正式名字「矢多一生」，就學五年後轉入嘉義市區的嘉義尋常高等小學校，曾寄居臺南州警部大塚久義、土居美水家。1924年考入總督府臺南師範學校，受普通科4年及演習科1年教育，在學時並已展露音樂與文學天份；於1927年6月協助經由日本來臺的蘇聯語言學家尼古拉·聶甫斯基從事一個多月（1927年7月及8月初）的田野鄒語調查，以及《臺灣鄒族語典》。就讀臺南師範學校期間，開始接觸現代音樂教育，非常喜歡彈奏鋼琴，1930年畢業。畢業後回到阿里山達邦教育所任教，並擔任巡查職務，並帶領族人發展農業，栽種麻竹、水稻等經濟作物。同時也創作多首歌曲，曾帶族人至臺灣總督府公開演出〈打獵歌〉（日语：鹿狩り）。

## 婚姻
吾雍在師範學校就讀期間常利用放假時間回部落協助教育工作而結識少女湯川春子（漢名高春芳，1913年—1999年），從此結下緣份，於1931年結婚。湯川春子比吾雍小五歲，從蕃童教育所畢業後被派到達邦駐在所工作，後與吾雍結婚生下菊花、貴美、澄美、英傑、英明、英洋、春英、豐玉、美英等子女，其中長男英生早夭。

## 參與原住民公共事務
1945年擔任吳鳳鄉（今阿里山鄉）首任鄉長，兼任達邦駐在所所長。吾雍關心家鄉族人教育，更積極參與鄒族語言、文化的紀錄與保存；並自日治時期，便努力培育年輕族人接受高等教育，藉以改變環境與身分帶來的不平等；投入鄒族部落公共事務與生活改善，如推廣農業新知、改善醫療習慣等；以及爭取新墾地，鼓勵族人移至新美、茶山發展，拓展鄒族人的生存空間等。

## 二二八事件
1947年二二八事件時，因嘉義市陷入動亂，嘉義二二八處委會欲吾雍出面維持嘉義治安。吾雍原不欲介入，但部落另一領袖雅巴斯勇·優路拿納（湯守仁）打算參加，雙方爭論下最終決定出動。部隊由雅巴斯勇率領，先攻佔嘉義紅毛埤彈藥庫（位於今嘉義蘭潭），取得彈藥。之後一組維持嘉義市區的治安、另一組與嘉義民兵合力圍堵嘉義水上機場阻止軍隊增援。圍堵四天後，嘉義處委會決定與政府和談，吾雍認為已得手軍火，防守家鄉即可，遂令部隊退出戰役。二二八事件結束後，吾雍遭逮捕，但在樂信·瓦旦力保下被釋放，1950年保安司令部開始對山地進行清查匪諜，10月雅巴斯勇簽下悔過書，並與吾雍一同宣誓「貫徹政府命令，堅決為反共抗俄事業奮鬥」，且願意繳出武器，共計繳出機關砲彈、7mm機槍子彈三十箱、89式擲榴彈一箱、機槍子彈二箱、迫擊砲彈五箱、手榴彈二箱、擲彈筒四支等。

## 白色恐怖遇害
據臺灣省保安司令部「高山族匪諜湯守仁等叛亂案」案情摘要所指控，吾雍於1949年夏由林良壽介紹與陳顯富認識，後由陳顯富邀集省工委山地工作委員會書記簡吉、議員樂信·瓦旦、高澤照等人在台北川端町月華園內聚會，陳顯富指示他們組織「高砂族自治會」，1950年中共台灣省工委遭到瓦解，吾雍選擇自新，這是他與樂信·瓦旦的二度自新，並遭到情報局山地工作委員會的監控長達一年多，由於蔡孝乾曾經藏匿於阿里山吾雍處，吾雍自新時未提及此事，於是受到調查，以自首不誠遭到嚴辦。
1952年2月，臺灣省保安司令部司令吳國楨下令執行「慎重計畫」；9月10日，保安處林秀樂少將在嘉義以召集「山地保安會議」為名誘捕吳鳳鄉長吾雍、警備官雅巴斯勇‧優路拿納、樂野村長武義德等人於竹崎車站，押送至位在臺北景美的軍法處審訊，並誣以貪汙罪嫌起訴；12月，更以吾雍等人與蔡孝乾等匪諜集會叛亂為名，追加罪責。1953年2月，撤銷其在二二八事件的自新；6月，宣判死罪。1954年4月17日，將雅巴斯勇·優路拿納、吾雍、樂信·瓦旦、汪清山、方義仲、高澤照等六人交由臺北憲兵隊執行槍決，並於4月29日呈報國防部結案。

## 最後家書
寫給妻子的最後一封家書，以日語寫成，署名高一生。其子高英傑在2013年12月10日人權日紀念音樂會中捐給人權博物館，全文譯如下：
|  | 思慕的春芳： 妳一切都好嗎？ 得知妳也健康，比什麼都好。 「不管白銀、黃金、寶玉如何珍貴，不及兒女珍貴。」記得這首歌吧，只要有家和土地就好。 由於有很多優秀的孩子，就算物品被拿走也沒關係。我的冤罪，以後會昭明。 縫紉機被拿走之前，很想穿著妳縫製的衣物。白色的襯褲一件（冬衣對衛生不好），像內褲一樣有褲帶，底下像西褲。白色包袱巾（四尺見方）一條。 在田間、在山中，我的魂魄時時刻刻陪伴著。 水田不要賣。 高一生 |

## 著作
其代表作有〈打獵歌〉、〈春之佐保姬〉（日语：春のさほ姫）、〈杜鵑山〉（日语：つつぢの山）、〈登玉山歌〉、〈長春花〉（日语：フロックスの花）、〈塔山之歌〉、〈移民歌〉三首、〈登山列車〉等。其中，〈春之佐保姬〉為關押於青島東路看守所期間，思念妻子所作。後人集結其作品，發行《春之佐保姬》、《鄒之春神》等音樂作品集。

## 紀念
在2023年228紀念日當天，閃靈樂團發布新歌〈護國山〉記念高一生及其女高菊花，歌曲中歌詞呼應到其家書。

## 外部連結
- 臺灣音樂群像 高一生 （页面存档备份，存于）
- 為原住民自治一生懸命－Uyongu Yatauyanguna（高一生） （页面存档备份，存于） 台灣 228 網站
- 台灣民間真相與和解促進會 （页面存档备份，存于）
- 黃, 雅芳. . 《觀·臺灣 Watch·Taiwan》第十一期. 國立臺灣歷史博物館. 2011-10-06. （原始内容存档于2014-01-12）.
- . 今日台灣，《台語新聞》 (公共電視台). 2013-04-16. （原始内容存档于2014-05-22）.
- 一首請妻子永不忘記的情歌：因為即使在長長冬夜，也別 ... - Mata Taiwan （页面存档备份，存于）